# W県警の悲劇
『W県警の悲劇』は、葉真中顕の小説。2019年1月19日に徳間書店から単行本が刊行された。
旧態依然とした女性蔑視的な気風が根強く残るW県警で働く女性警察官たちの姿を描いた短編連作形式のミステリー。2019年7月27日から9月21日までBSテレ東の「土曜ドラマ9」枠でテレビドラマ化された
。

## 収録作品
- 洞の奥（初出：「読楽」2014年11月号）
- 交換日記（初出：「読楽」2016年10月号）
- ガサ入れの朝（初出：「読楽」2017年4月号）
- 私の戦い（初出：「読楽」2018年5月号、「痴漢に報いを」から改題）
- 破戒（初出：「読楽」2017年10月号）
- 消えた少女（書き下ろし）

## 登場人物

### 主要人物
松永菜穂子（まつなが なほこ）
警務部所属の監察官。W県警初の女性警視。
旧態依然とした女性蔑視の風潮が根強く残るW県警を改革し、女性警察官たちのための道を切り拓くため日々孤軍奮闘している。

### 洞の奥
熊倉哲（くまくら てつ）
熊倉清の父親。元・組織犯罪対策課課長補佐。
「警察官の鑑」と呼ばれ誰からも尊敬を集めている。菜穂子から、組織犯罪対策課の中で暴力団に情報を売っている「鼠」を極秘裏に探し出すという任務を受けた。
熊倉清（くまくら せい）
鳴見署管轄内交番勤務の女性警察官。熊倉哲の娘。
幼い頃から父子家庭で育ち、尊敬する父の背中を追いかけようと警察官になった。
谷口吉郎（たにぐち よしお）
熊倉哲の部下。熊倉清の恋人。
熊倉がよく自宅に部下を招いていたことから、清が警察官になる前から面識があった。熊倉も谷口を買っていて清との仲も公認されている。

### 交換日記
日下凛子（くさか りんこ）
辰沢署の刑事。
先輩刑事である上原に恋心を抱いている。
上原佑司（うえはら ゆうじ）
日下凛子の先輩刑事。
署内でも有名な愛妻家。

### ガサ入れの朝
野尻恒之（のじり つねゆき）
組織犯罪対策課課長補佐。熊倉の後任。
千春（ちはる）
W県警鑑識課所属。鑑識チームのエース。
ある事をきっかけに、慕っている野尻から距離をとられるようになってしまった。
木場（きば）
W県警鑑識課所属。
近田（ちかだ）
W県警鑑識課所属。

### 私の戦い
葛城千紗（かつらぎ ちさ）
野倉署生活安全課所属。
学生時代に痴漢被害に遭い、自分と同じように声を上げられない女性のために働きたいと考え、警察官になった。
矢野（やの）
野倉署生活安全課所属。葛城千紗の上司。
取調べでも部下に対しても高圧的な態度で、陰で「ジャイアン」と呼ばれている。
井浦明日翔（いうら あすと）
ユーチューバー・ピコタ
警察を翻弄する動画を撮影し、偽計業務妨害で逮捕されたことがある。
北咲良（きた さくら）
痴漢被害を訴えた女子高生。
宮川満（みやかわ みつる）
痴漢の被疑者。完全黙秘を貫いている。以前にも痴漢で逮捕されたことがある。

### 破戒
滝沢純江（たきざわ すみえ）
日尾署刑事課所属。松永菜穂子の警察学校時代の同期。
結婚を機に一度は警察を離れたが、夫が会社でのストレスでうつ病を発症して退職を余儀なくされたので、職場復帰した。
佐山伸一郎（さやま しんいちろう）
カトリック日尾教会神父。
高校時代に悩みを抱えていた純江を救ってくれた人物。

### 消えた少女
下田杏奈（しもだ あんな）
行方不明になった小学生。
下田友里（しもだ ゆり）
下田杏奈の母親。
下田正孝（しもだ まさたか）
下田友里の再婚相手で、杏奈の義理の父親。
小幡裕之助（おばた ゆうのすけ）
下田杏奈の担任教師。

## 書誌情報
葉真中顕 『W県警の悲劇』
- 単行本：2019年1月19日発売[2]、徳間書店、ISBN 978-4-19-864752-0
- 文庫本：2021年1月15日発売[3]、徳間文庫、ISBN 978-4-19-894617-3

## テレビドラマ
2019年7月27日から9月21日毎週土曜日21時 - 21時55分に、BSテレ東の「土曜ドラマ9」枠で放送されていたテレビドラマである。主演は芦名星。芦名は本作がゴールデン帯連続ドラマ初主演となるが、2020年9月14日に死去したため本作が最後の主演作となった。

### あらすじ
W県警の監察官、松永菜穂子は女性蔑視な風潮が未だに残る組織の中で「自分が女性警察官達の道を切り開くために県警を改革していく」ことを信念に努力を重ね県警初の女性警視にまでなった。彼女の次なる目標は県警の最高意思決定機関である円卓会議メンバーになること。そんな菜穂子に円卓会議から次々と強引な要求が下りてくる。
それは県警の"女性警察官の不祥事を丸く収めること"。菜穂子は自らの野心をかなえるため、そして県警のために8人の女性警察官達と対することとなる。

### キャスト
- 松永菜穂子　- 芦名星

W県警警務部監察官。階級は警視→警視正（最終話）
女性蔑視が依然残る県警の中で努力を重ねW県警初の女性警視にまで上り詰め監察官を務めている。日々奮闘している後輩の女性警察官達のために警視の上位階級である警視正に昇任し円卓会議のメンバー入りを目指している。そのためならどんな手段も問わないしたたかな一面を持つ。しかしながら現円卓会議のメンバーの要求や言動には嫌気がさしている。赤色が好みで監察官聴取で出すお茶をはじめ椅子、スマホカバー、車（トヨタ・マークX）に至るまで赤一色である。

#### W県警円卓会議メンバー
県内某所にある高級中華料理店を会議場とする県警の最高意思決定機関。メンバーは高級中華に舌鼓を打ちながら県警の運営方針を話し合う。ここで出た結論はそっくりそのまま県警本部の会議で決まり警察庁から出向してくる県警本部長はただ決裁をするだけである。円卓会議入りをするには警視正以上の階級にある幹部のみである。意思決定機関ではあるものの県警の行く末を話し合うよりは自身たちの保身、警察官の不祥事の隠蔽に重きを置いており呼び出した菜穂子に押し付けている。
- 三國警視正 ‐ 正名僕蔵
- 橋爪警視正 ‐ 大石吾朗
- 深井警視正 ‐ 松澤一之
- 乾警視正 ‐ 大河内浩
- 杉浦警視正 ‐ 阪田マサノブ

#### ゲスト
第1話
- 熊倉清 - 佐藤仁美（最終話）
- 熊倉哲 - 螢雪次朗
- 谷口吉郎 - 忍成修吾

第2話
- 葛城千紗 - 佐津川愛美
- 矢野刑事 - 神尾佑
- 北咲良 - ついひじ杏奈
- 宮川満 - 山本浩司
- 井浦明日翔（ユーチューバー・ピコタ） - 小西詠斗

第3話
- 日下凛子 - 谷村美月
- 上原佑司 - 山田純大
- 寺田和音 - 白羽ゆり
- 安岡鑑識官 - 吉本菜穂子

第4話
- 千春 - 優希美青
- 野尻恒之 - 鶴見辰吾
- 近田花 - 小林きな子
- 木場大輔 - 武田幸三
- 三宅豊 - 金井勇太

第5話
- 金井聡美 - 戸田菜穂
- 金井学  - 林泰文
- 金井陽菜 - 落井実結子

第6話
- 高寺沙友里 - 鈴木砂羽
- 西窪亮一 - 白石隼也
- 水橋旭 - 小沢和義
- 中野刑事 ‐ 中野剛

第7話
- 滝沢純江 - 床嶋佳子
- 佐山徳治 - 団時朗
- 滝沢渉 - 廻飛呂男
- 滝沢由紀 - 丸山澪
- 畠山 - 橋本真一
- 吉村 - 山田明郷

最終話
- 下田友里 - 伊藤かずえ
- 木元 - 大野いと
- 熊倉清 - 佐藤仁美
- 下田杏奈  - 中島琴音
- 大村哲男 - 鶴田忍 (俳優)

### スタッフ
- 原作 - 葉真中顕『W県警の悲劇』（徳間書店刊）
- 演出 - 河原瑶、酒井麻衣、日暮謙、原田健太郎
- 脚本 - 泉澤陽子、井上テテ、三浦駿斗
- 編集 - 磯貝篤
- 音楽 - 松本淳一
- 主題歌 - 安藤裕子「鑑」
- 警察監修 - 古谷謙一、白川栄二
- アクションコーディネーター - 大道寺俊典
- 技術協力 - フォーチュン、サウンドライズ
- 照明協力 - Kカンパニー
- 美術協力 - BEENS
- ポスプロ - ビデオフォーカス、アムレック、ビーグル
- プロデューサー - 森田昇（BSテレ東）、津嶋敬介（ホリプロ）、石田麻衣（ホリプロ）、宮川宗生（ホリプロ）
- 制作 - BSテレ東、ホリプロ
- 製作・著作 - 「Ｗ県警の悲劇」製作委員会2019

### 放送日程
| 話数   | 放送日  | サブタイトル | ラテ欄                                                                       | 脚本     | 演出       |
| ------ | ------- | ------------ | ---------------------------------------------------------------------------- | -------- | ---------- |
| 第1話  | 7月27日 | 許さない女   | 許さない女…怖い女 女性捜査官VS8人の悪女 秘め事が鍵! 愛と正義と狂気の驚愕結末 | 泉澤陽子 | 河原瑶     |
| 第2話  | 8月03日 | したたかな女 | したたかな女の逆襲 パワハラ&痴漢… 悪女の秘め事が導く驚愕の結末に戦慄と感動!  | 泉澤陽子 | 酒井麻衣   |
| 第3話  | 8月10日 | 溺れる女     | 溺れる女…不倫する女性刑事が少女惨殺の犯人? 嫉妬と疑心! 女4人修羅場の果て…    | 井上テテ | 酒井麻衣   |
| 第4話  | 8月17日 | 一途な女     | 片思いの女…好きな男のために女鑑識は 命をかけて半グレ集団に突入! 愛か死か…!?  | 井上テテ | 日暮謙     |
| 第5話  | 8月24日 | 欲望の女     | 欲望の女…優秀な女刑事が万引き依存症に 抑えられない衝動の果てに戦慄の驚愕結末 | 三浦駿斗 | 河原瑶     |
| 第6話  | 9月07日 | 惑わす女     | 惑わす女…女刑事が暴力団と禁断の恋に!? 背徳&愛慾の逃避行…嫌いッ! 女の敵は女   | 三浦駿斗 | 原田健太郎 |
| 第7話  | 9月14日 | 禁忌の女     | 縛られた女…刑事が介護で父殺し! 家族は地獄か…女の心の闇の果てに涙と希望の光   | 泉澤陽子 | 日暮謙     |
| 最終話 | 9月21日 | 追い詰める女 | 狂気の女! 失踪少女を探せ! 悪女8+1人 邪悪かつ最大の秘め事 戦慄&驚愕の結末!    | 泉澤陽子 | 河原瑶     |

#### 系列外での放送
- 石川テレビ（ITC）2019年11月28日 - 2020年1月30日・毎週木曜（水曜深夜）[7]
- BS Japanext　2024年4月19日 - ・毎週金曜（2話まとめて放送）[8]

| BSテレビ東京 土曜ドラマ9                                  | BSテレビ東京 土曜ドラマ9                | BSテレビ東京 土曜ドラマ9 |
| 前番組                                                    | 番組名                                  | 次番組 |
| --------------------------------------------------------- | --------------------------------------- | --- |
| やじ×きた 元祖・東海道中膝栗毛 （2019年4月6日 - 6月22日） | W県警の悲劇 （2019年7月27日 - 9月21日） | 釣りバカ日誌〜新入社員 浜崎伝助〜 （2019年10月26日 - 12月28日） ↓ 釣りバカ日誌 Season2〜新米社員 浜崎伝助〜 （2020年1月4日 - 3月21日） ※4Kリマスター版 |